# Ромосозумаб
Ромосозумаб — лекарственный препарат, моноклональное антитело для лечения остеопороза. Одобрен для применения: Япония, ЕС,США (2019).

## Механизм действия
ингибитор склеростина.

## Показания
- остеопороз у женщин в постменопаузе[3].

## Противопоказания
- Гиперчувствительность
- Гипокальциемия

## Способ применения
подкожная инъекция.